# Feldemission
Bei der Feldemission werden durch ein ausreichend starkes elektrisches Feld (mehr als 109 V/m) Elektronen mit einer sehr geringen Energiebreite aus einer (negativ geladenen) Kathode gelöst. Klassisch betrachtet ist es für ein Teilchen mit einer bestimmten mittleren thermischen Energie, die kleiner ist als die Höhe der Austrittsarbeit, unmöglich, das Kathodenmaterial zu verlassen. Quantenmechanisch betrachtet gibt es jedoch eine bestimmte Wahrscheinlichkeit, dass einzelne Elektronen aus dem Festkörper austreten. Diese werden dann durch das hohe äußere Feld abgesaugt. Diesen Effekt nennt man allgemein auch Tunneleffekt. Das Elektron tunnelt also durch den Potentialwall, der durch das äußere elektrische Feld modifiziert wurde – diese spezielle Art von Tunneln nennt man auch Fowler-Nordheim-Tunneln (benannt nach Ralph Howard Fowler und Lothar Nordheim).

## Geschichte
Das mit den Mitteln der klassischen Physik nicht zufriedenstellend erklärbare Austreten von Elektronen aus einem Festkörper war einer der ersten Forschungsgegenstände der Quantenmechanik.
Erwin Wilhelm Müller erfand das Feldemissionsmikroskop, mit dem erstmals Vorgänge auf atomarer Ebene auf Metalloberflächen untersucht werden konnten.
Auch der Tunneleffekt beruht quantenmechanisch auf ähnlichen Modellvorstellungen. Er wurde erstmals 1897 im Vakuum bei der Feldemission von Elektronen in einem Experiment von Robert Williams Wood beobachtet, der diesen Effekt allerdings noch nicht deuten konnte. 1928 wurde er dann von Ralph H. Fowler und Lothar Nordheim erstmals theoretisch beschrieben.

## Anwendungen

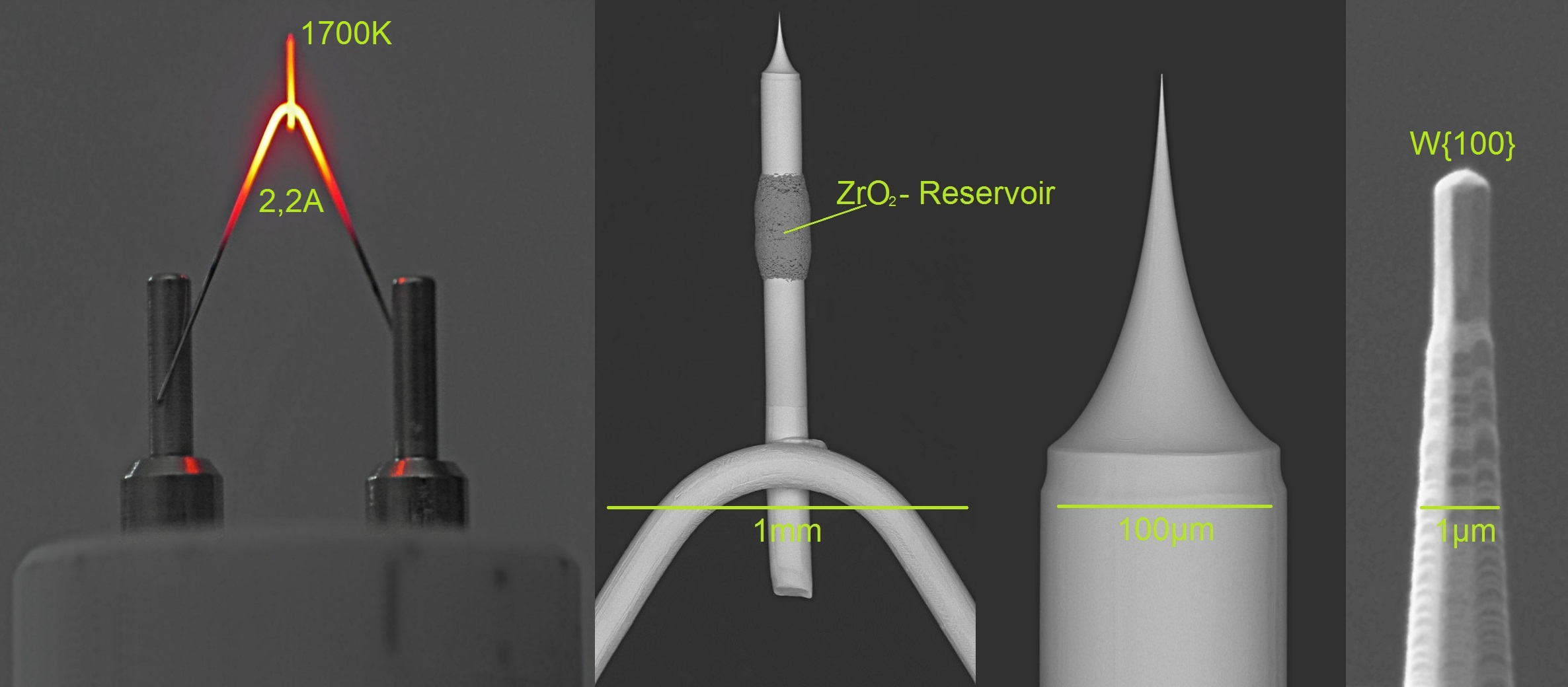
Schottky-Emitter Elektronenquelle eines Elektronenmikroskops

In Strahlerzeugungssystemen moderner Elektronenmikroskope werden verbreitet Feldemissionskathoden benutzt, da die hohe räumliche und temporäre Kohärenz feldemittierter Elektronen Vorteile für die elektronenoptische Abbildung mit sich bringt.
Feldemissionsbildschirme sind eine Anwendung der Feldemission, die durch die japanische Firma (Field Emission Technologies Inc.) weiterentwickelt und zur Marktreife gebracht wurde.
Auch Vakuum-Fluoreszenz-Displays sind nach dem Prinzip der Feldemission herstellbar, sind jedoch aufgrund der hohen Betriebsspannung nicht gebräuchlich.
Im Gegensatz zur Glühemission bleibt die Kathode bei der Feldemission kalt. Sie ist daher in bestimmten Anwendungen energieeffizienter.
In Elektronenröhren für hohe Spannungen ist Feldemission unerwünscht und muss durch glatte, reine und fehlerfreie Elektrodenoberflächen vermieden werden. Wesentlich ist, die Krümmungsradien an den Kanten möglichst groß zu halten, weil nur dadurch die Feldstärke (bei gegebener Spannung) hinreichend klein gehalten werden kann (siehe auch Koronaring).
Die durch Feldemission im Vakuum erzeugten freien Elektronen werden im heute weitgehend durch andere Elektronenmikroskope abgelösten Feldemissionsmikroskop direkt dazu benutzt, ein Abbild, zum Beispiel einer Wolframspitze, zu erzeugen. Dabei sind sowohl Unebenheiten (Erhebungen führen zu einem stärkeren Feld) als auch regionale, kristallstrukturbedingte Unterschiede der Austrittsarbeit sichtbar.

## Berechnung
Die Stromdichte {\displaystyle j} der Feldemission berechnet sich allgemein aus (Fowler-Nordheim-Gleichung für Feldemission):
{\displaystyle j(E)={\frac {q^{3}m^{*}}{8\pi mh\Phi }}\cdot {E^{2}}\exp \left(-{\frac {4{\sqrt {2m\Phi ^{3}}}}{3\hbar qE}}\right)=K_{1}{\frac {|E|^{2}}{\Phi }}\cdot \exp \left(-{\frac {K_{2}\cdot \Phi ^{\frac {3}{2}}}{|E|}}\right)}
mit
{\displaystyle h}: Planck’sches Wirkungsquantum
{\displaystyle q}: Ladung des tunnelnden Teilchens
{\displaystyle m}: effektive Masse im Dielektrikum
{\displaystyle m^{*}}: effektive Masse im Ladungsträger
{\displaystyle E}: elektrische Feldstärke
{\displaystyle K_{1}}, {\displaystyle K_{2}}: schwach materialabhängige Parameter – „Konstanten“
{\displaystyle \Phi }: Austrittsarbeit
Die Tunnelstromdichte nach Fowler und Nordheim gibt also den durch das äußere elektrische Feld verursachten Tunnelstrom pro Querschnittsfläche in Ampere pro Quadratmeter (A/m²) an. Um den tatsächlichen Strom in Ampere zu erhalten, muss man den obigen Ausdruck noch mit der Querschnittsfläche, durch die der Strom verläuft, multiplizieren.